# Poul Dam
Poul Dam (29. oktober 1921 i Hellerup – 16. juni 2000 i København) var en dansk højskoleforstander, forfatter og politiker.

## Aktiv i Dansk Samling
Poul Dam blev student fra Christianshavns Gymnasium 1939, studerede statsvidenskab, dog uden at tage eksamen, og var ansat i Københavns statistiske kontor 1940-45. Under besættelsen gik Poul Dam ind i modstandsbevægelsen og tilsluttede sig i partiet Dansk Samling, hvor han blev sekretær 1943, var medlem af partiets hovedbestyrelse og dets partisekretær 1945-47 samt redigerede partiavisen Morgenbladet i 1946-47.

## Ungdomsarbejde og højskole
I 1947 forlod han Dansk Samling og engagerede sig i ungdomspolitisk arbejde i blandt andet Dansk Ungdoms Fællesråd. Dam var sekretær for Ungdomskommissionen 1947-52 og redigerede Lederbladet 1954-56. Han deltog i Dansk Røde Kors' kulturelle hjælpearbejde i Tyskland 1949-51 og var det sidste år leder af arbejdet.
I 1950 blev Poul Dam lærer på Magleås Folkehøjskole, som han i 1961-73 tillige var forstander for, idet han efterfulgte Johannes Novrup. Han var sekretær for Undervisningsministeriets højskoleudvalg 1954-60 og redigerede Højskolebladet 1958-64.

## Karriere i SF
Poul Dam var oprindelig borgerligt indstillet, men gled i løbet af 1950'erne politisk til venstre og kom i 1964 i Folketinget for SF, hvor han var en af de ledende kræfter i partiet og medlem af SFs hovedbestyrelse fra 1967. Desuden sad han i Finansudvalget og Nordisk Råd. 1976-77 var han medlem af Folketingets Præsidium, hvor han efterfulgte Morten Lange. Desuden sad han i Finansudvalget (1967-72 og 1974-77) og Nordisk Råd (1966-69 og 1971-75). Han sad tillige i Justitsministeriets ægteskabsudvalg af 1969 og i Grønlandsrådet 1971-73.
I modsætning til den dominerende fløj i partiet blev han imidlertid aldrig marxist, og Poul Dam var en af grundlæggerne af den ikke-marxistiske fløj i partiet, der senere internt i SF er blevet kaldt de grønne. En gruppe bl.a. Steen Gade og Pia Olsen Dyhr tilhører. Han var dog samtidig en nær allieret med partiformand Aksel Larsen, og i 1977 blev Poul Dam ikke genopstillet til Folketinget efter en intern strid i SF, hvorpå han sammen med mange "larsenister" forlod partiet. Derefter trak han sig ud af politik.

## Tillidshverv
Poul Dam bestred gennem sin karriere en lang række tillidshverv og sad således i Radiorådet 1973-78 og i repræsentantskabet for Socialpolitisk Forening 1950-71. Han var endvidere engageret i u-landsarbejde og medlem af styrelsen for Mellemfolkeligt Samvirke 1962-66.

## Forfatter og journalist
Poul Dam er forfatter til flere bøger bl.a. den politiske satire Det moderne Ruritarien 1980 og biografien Politikeren Grundtvig fra 1983. Han var formand for Statens Kunstfonds litterære udvalg 1976-80 og redaktør af den danske udgave af Nordisk Tidskrift 1986-90.

## Forfatterskab
- Nordens befolkning (1945)
- Vore skatter og hvad de går til (1958)
- Slotsholmens Statuer (1975, digtsamling)
- Det moderne Ruritarien (1980, satire)
- Fortællinger af verdens og Nordens historie (1982)
- Arnfred (1982, biografi)
- Politikeren Grundtvig (1983, biografi)
- Niels Bohr (1985, biografi)